# هيندون سينترال (محطة مترو أنفاق لندن)
هيندون سينترال (بالإنجليزية: Hendon Central)‏ هي إحدى محطات مترو أنفاق لندن. تقع على خط نورذيرن أفتتحت في المنطقة (Zone) رقم 3 و4 أفتتحت في 19 نوفمبر 1923.

## معرض صور

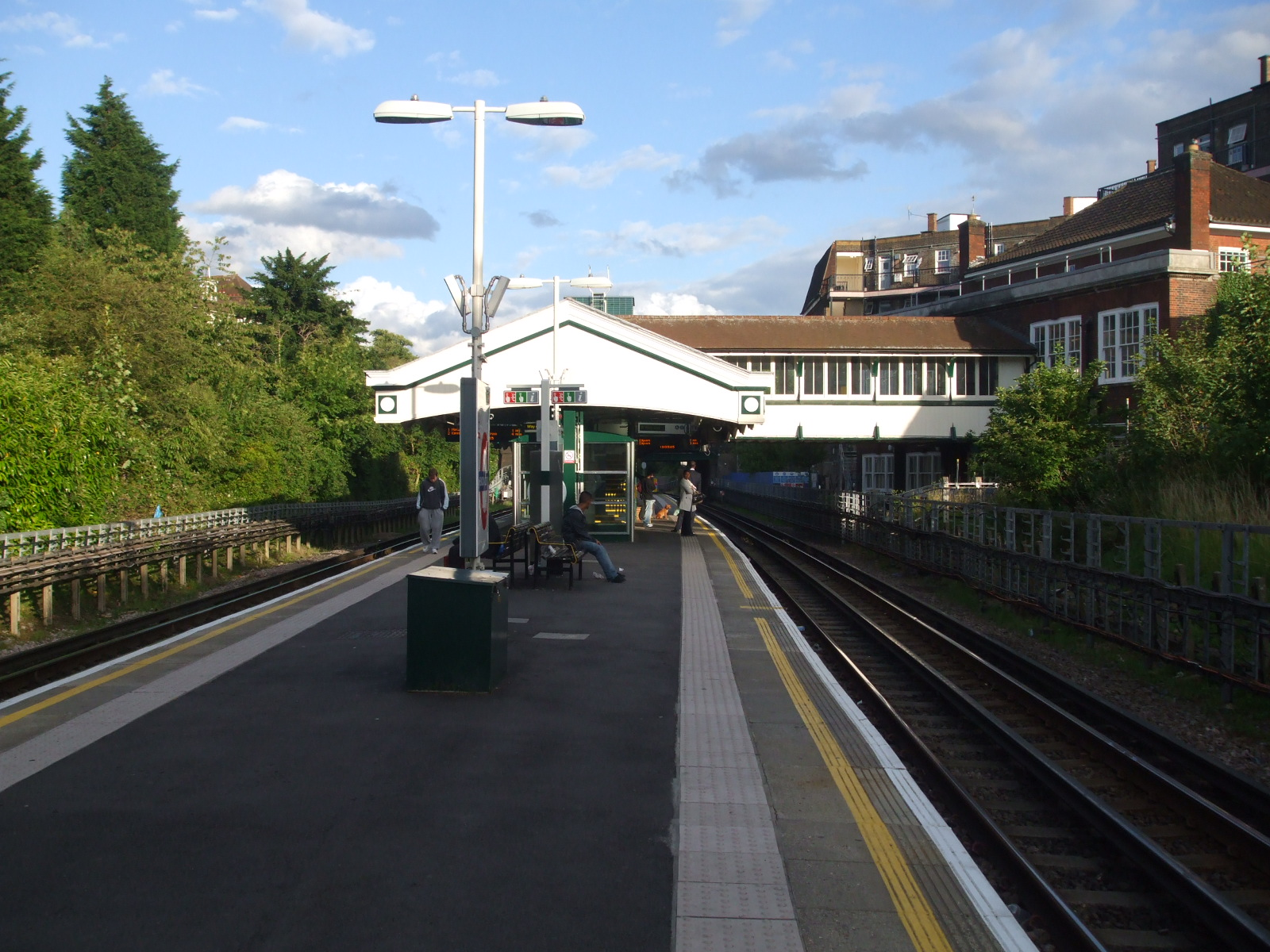
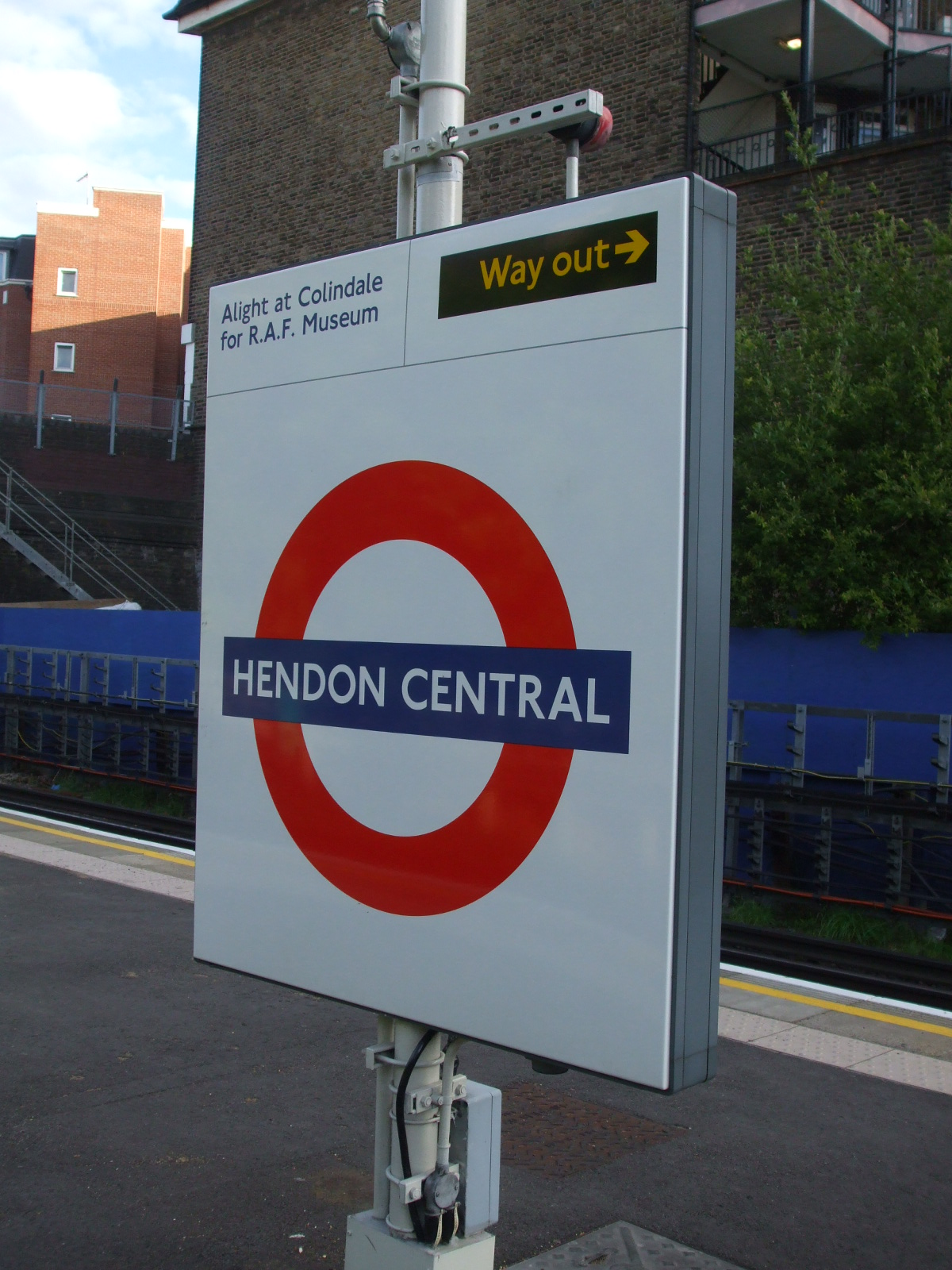
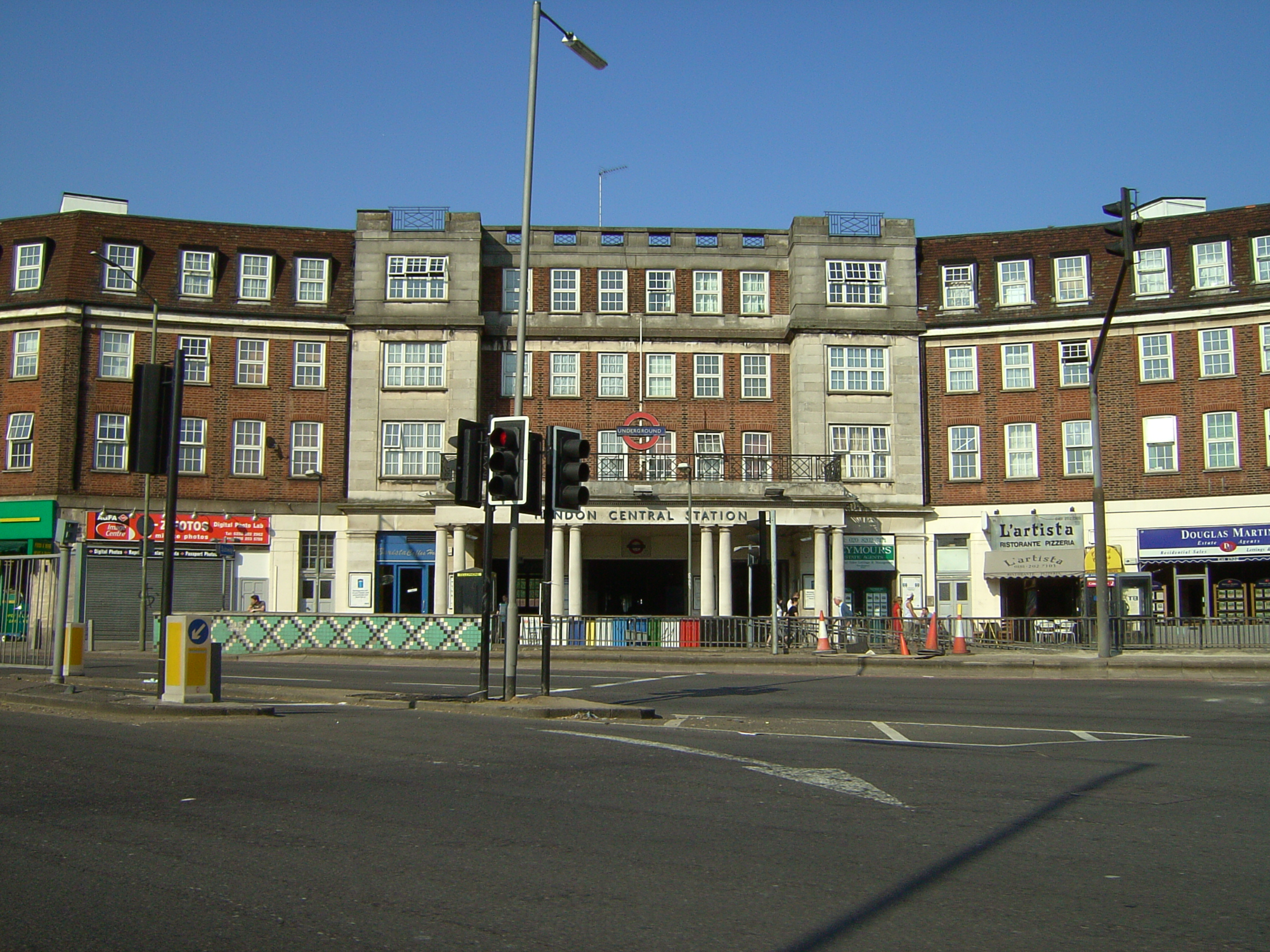
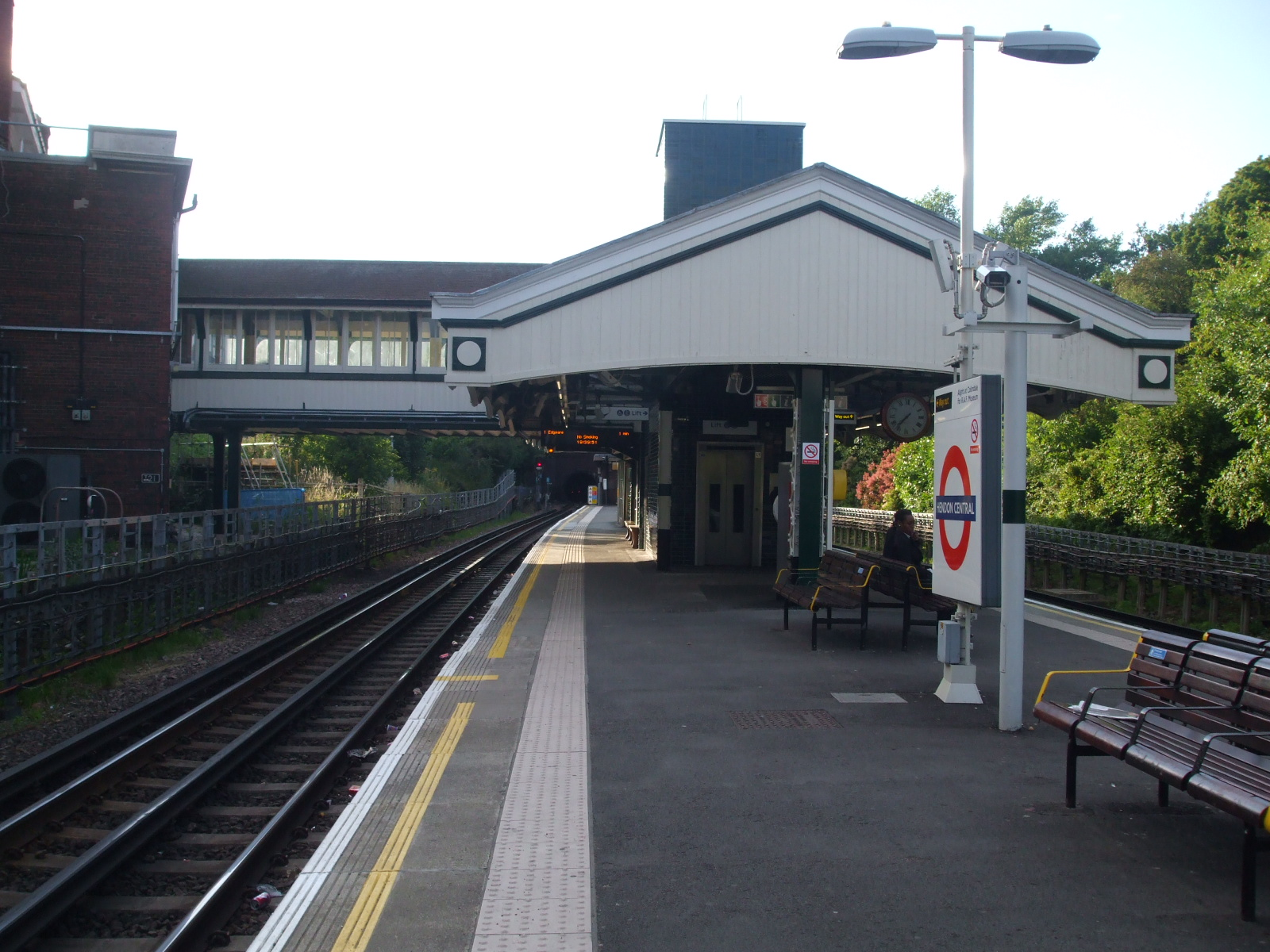